# 黑海德意志人

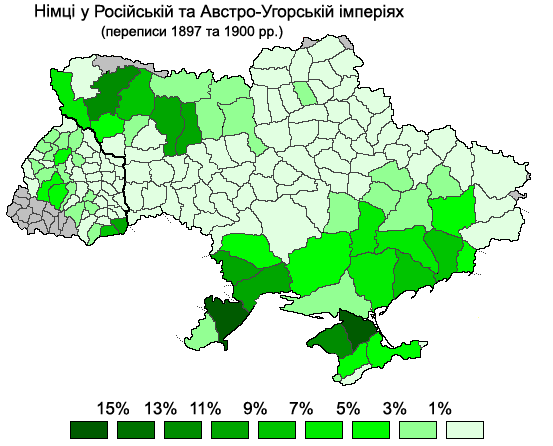
在今乌克兰版图上的1897年的德意志人口分布，乌克兰当时分属俄罗斯和奥匈帝国

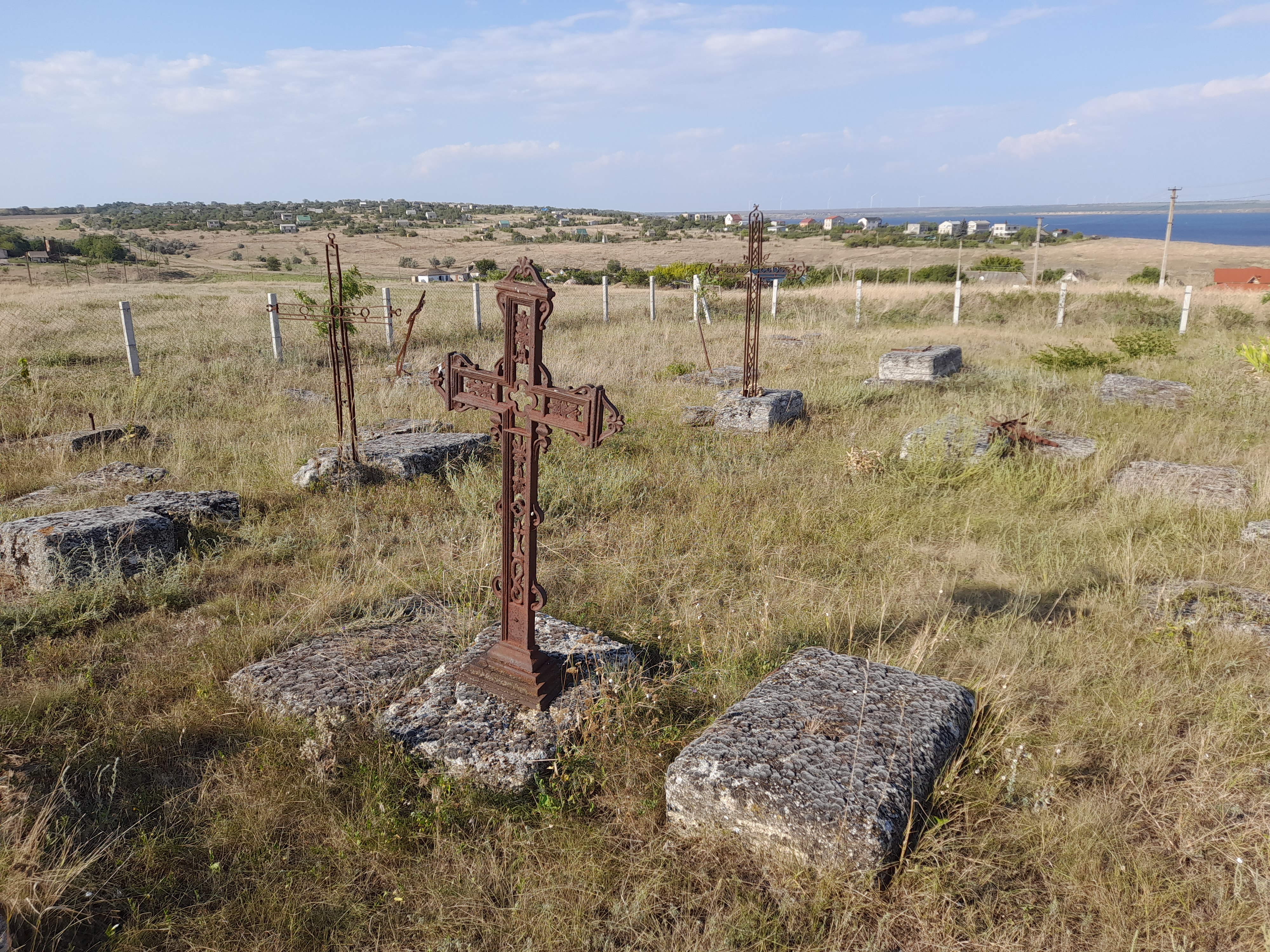
位于乌克兰敖德萨州OdesacRaion的Pshonyanove村的一座德国人坟墓（19世纪初）

黑海德意志人（德語：Schwarzmeerdeutsche），是十八至十九世纪移民到俄羅斯帝國的德意志人，主要分布於南俄和烏克蘭。他們應葉卡捷琳娜二世邀請來到俄國後，被安置在黑海北岸從事農業。
多数黑海德意志人在纳粹政权和苏联達成移交人口協議後於1940年回到德国，没走的在蘇德戰爭爆發後由於斯大林害怕他們成為内應，被強制轉移到西伯利亞和哈萨克斯坦，在勞改營工作。